# JASP
JASP是一款自由开源的统计学軟件。JASP可以產生APA格式的表格。几所大学和研究基金曾資助開發者開發JASP。

## 分析
JASP在相同的统计模型上提供了頻率學派推斷和贝叶斯推断。 頻率學派推斷使用p值和信賴区间来控制在无限完美复制中的错误率。贝叶斯推断使用可信区间和贝叶斯因子 ，基於已知資料與先前知識，估计可信参数值。 
JASP提供下列分析：
| 分析                                     | 頻率  | 贝叶斯 |
| ---------------------------------------- | ----- | ------ |
| T检验 ：独立，配对，一次抽样             | check | check  |
| 曼·惠特尼·U和威尔科克森                  | check | check  |
| 相关性 ： Pearson ， Spearman和Kendall   | check | check  |
| 可靠性分析：α，γδ和ω                     | check |        |
| ANOVA ， ANCOVA ， 重复测量ANOVA和MANOVA | check | check  |
| 线性回归                                 | check | check  |
| 对数线性回归                             | check | check  |
| 逻辑斯谛回归                             | check |        |
| 列联表 （包括卡方检验）                  | check | check  |
| 二项式检验                               | check | check  |
| 多项式检验                               | check | check  |
| A / B测试                                |       | check  |
| 探索性因素分析 （EFA）                   | check |        |
| 主成分分析 （PCA）                       | check |        |
| 验证性因素分析（CFA）                    | check |        |
| 结构方程建模 （SEM）                     | check |        |
| 网路分析                                 | check |        |
| 後設分析                                 | check |        |
| 摘要统计                                 |       | check  |

## 其他特色
- 描述性统计数据和图表繪製。
- 对所有分析进行假设检查，包括Levene检验 ， Shapiro-Wilk检验和Q-Q图 。
- 可匯入SPSS文件和逗号分隔的文件（CSV檔）。
- 整合开放式科学框架。
- 数据过滤：使用R程式碼，或使用圖形介面以拖放方式选择資料。
- 创建列：使用R程式碼，或使用圖形介面以拖放方式，從現有变量创建新变量。
- 以LaTeX格式复制表格。

## 模组
1. 摘要统计量 ：从t检验，回归和二项式检验的频率摘要统计量，得出贝叶斯推断。
2. BAIN ：對t检验，ANOVA，ANCOVA和线性回归進行贝叶斯信息假设评估[6]。
3. 网路 ：网路分析允许使用者分析变量的网路结构。
4. 後設分析 ：包括用于固定和随机效应分析，固定和混合效应元回归，森林和漏斗图，漏斗图不对称性测试， trim-and-fill 與 fail-safe N 分析。
5. 机器学习 ：机器学习模块包含13种分析： 
  - 回归 
    1. 提升回归（Boosting Regression）
    2. K近邻回归
    3. 随机森林回归（Random Forest Regression）
    4. 正则线性回归（Regularized Linear Regression）

  - 分类 
    1. 提升方法分类（Boosting Classification)
    2. K最近邻分类（K-Nearest Neighbors Classification）
    3. 线性判别分类
    4. 随机森林分类

  - 聚类 
    1. 基于密度的聚类
    2. 模糊C均值聚类
    3. 层次聚类
    4. K均值聚类
6. SEM ：结构方程建模[7] 。